# Darijan Matič
Darijan Matič (n. 28 mai 1983 în Ljubljana) este un fotbalist sloven, care joacă în prezent pentru Kryvbas Kryvyi Rih.

## Titluri

#### NK Interblock
- Cupa Sloveniei: 2007-08, 2008-09
- Supercupa Sloveniei: 2008